# Ligne 185 (chemin de fer slovaque)
La ligne 185 des chemins de fer slovaques relie Poprad-Tatry à Plaveč. Il comporte un embranchement  entre Studený Potok et Tatranská Lomnica.

## Histoire
Mise en service:
- Poprad - Kežmarok 18 décembre 1889
- Kežmarok - Spišská Belá 6 juin 1892
- Studený potok - Tatranská Lomnica 1er septembre 1895
- Spišská Belá - Podolínec 10 décembre 1893
- Podolínec – Orlov début des années 60

## Galerie

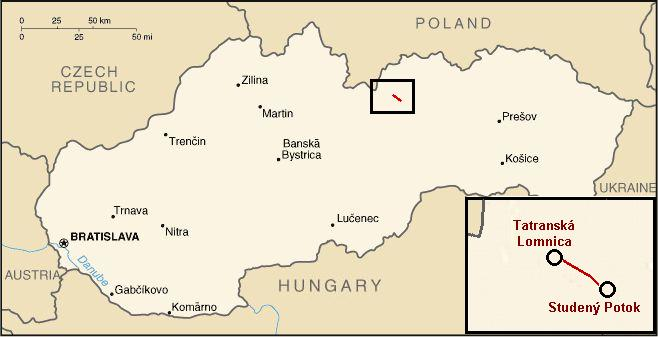
Tronçon Studený Potok - Tatranská Lomnica
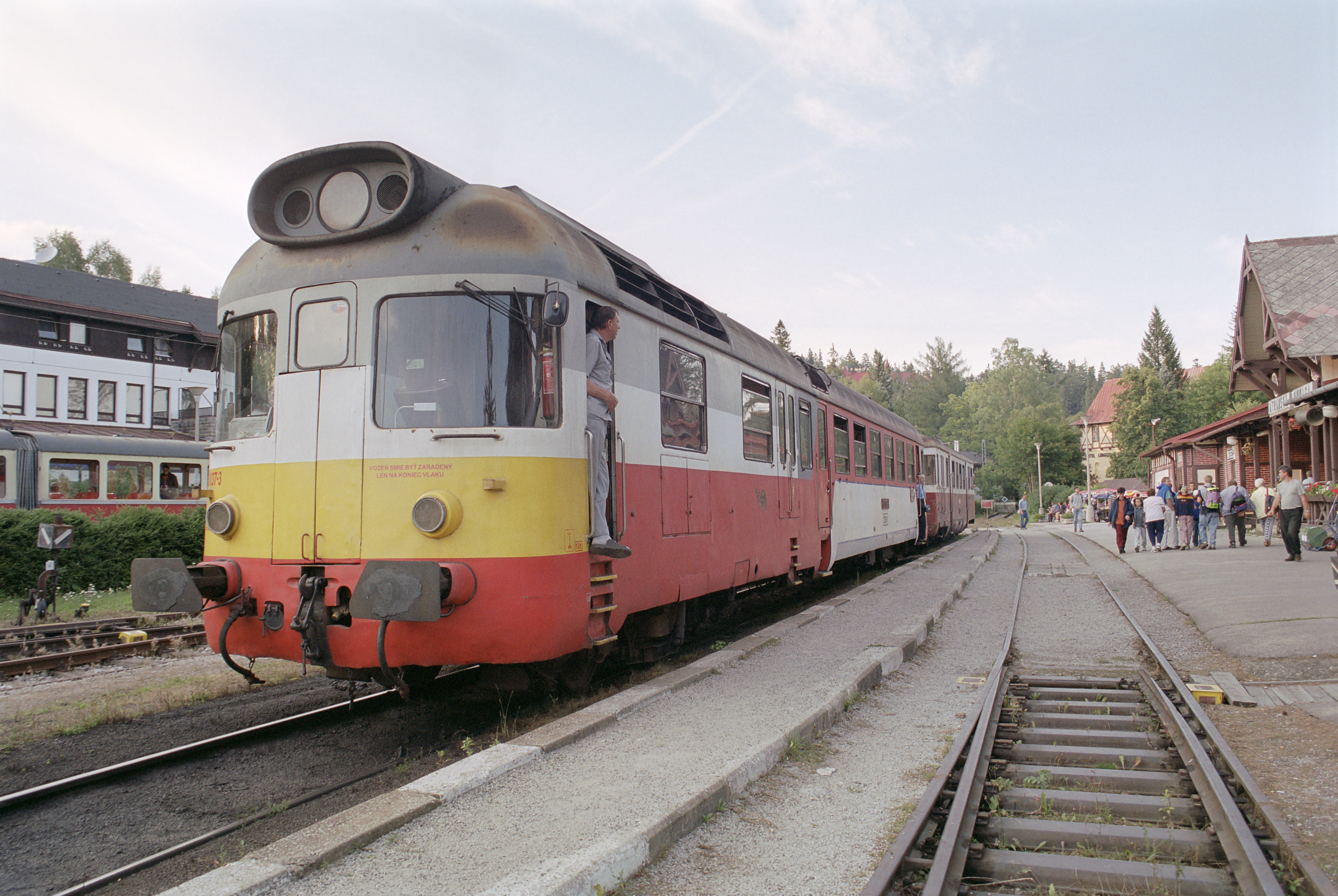
Train en gare de Tatranská Lomnica